# مانورالية

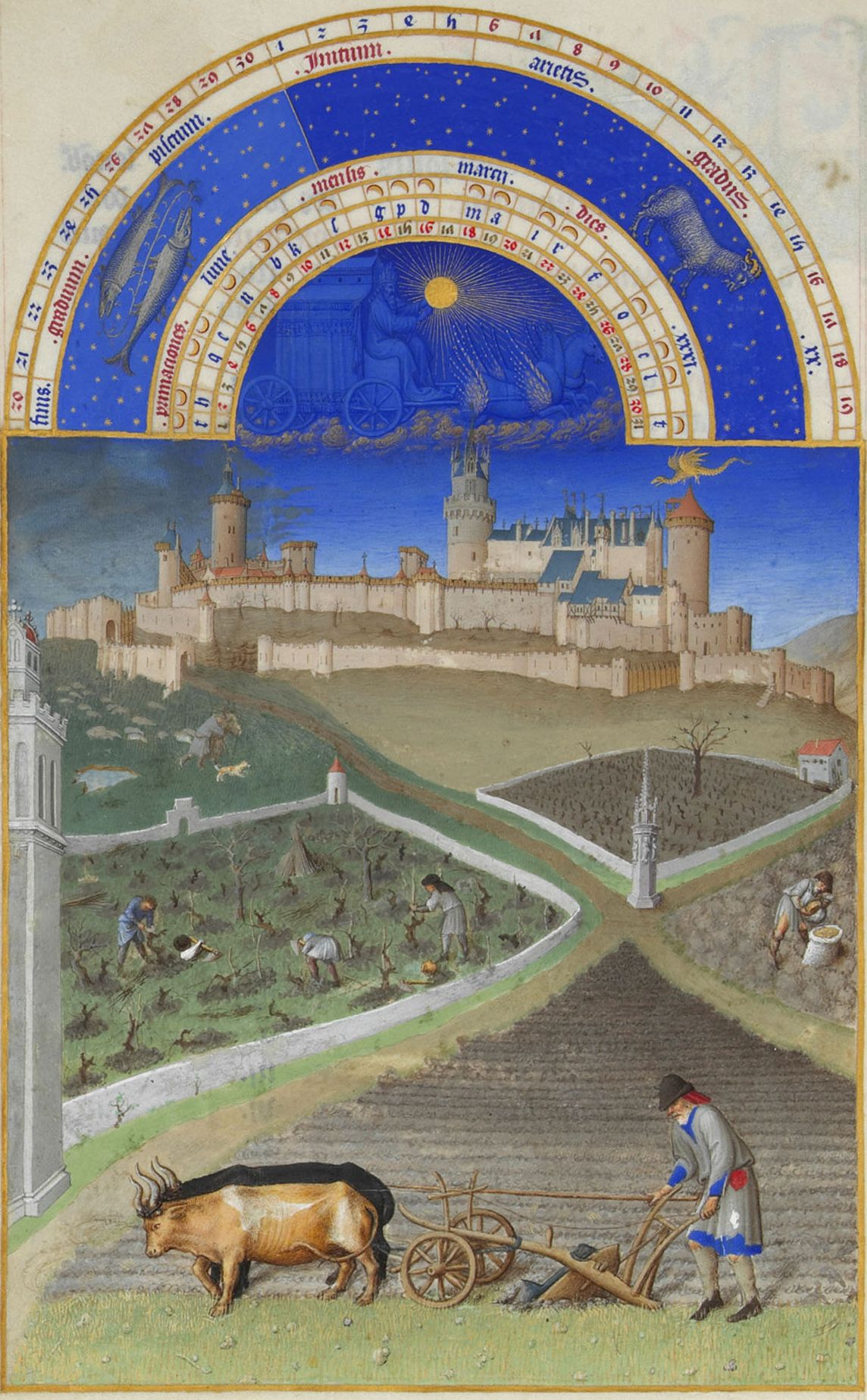
رسم يمثل مجتمع مانورالي

مانورالية (بالإنجليزية: Manorialism)‏ وهو مجتمع يقوم على الإقطاعية الهرمية الرأسمالية بدأ هذا النظام في أواخر عصر الإمبراطورية الرومانية وبدأت في الانتهاء في أوروبا بعد الثورة الفرنسية.